# 諾洛斯港

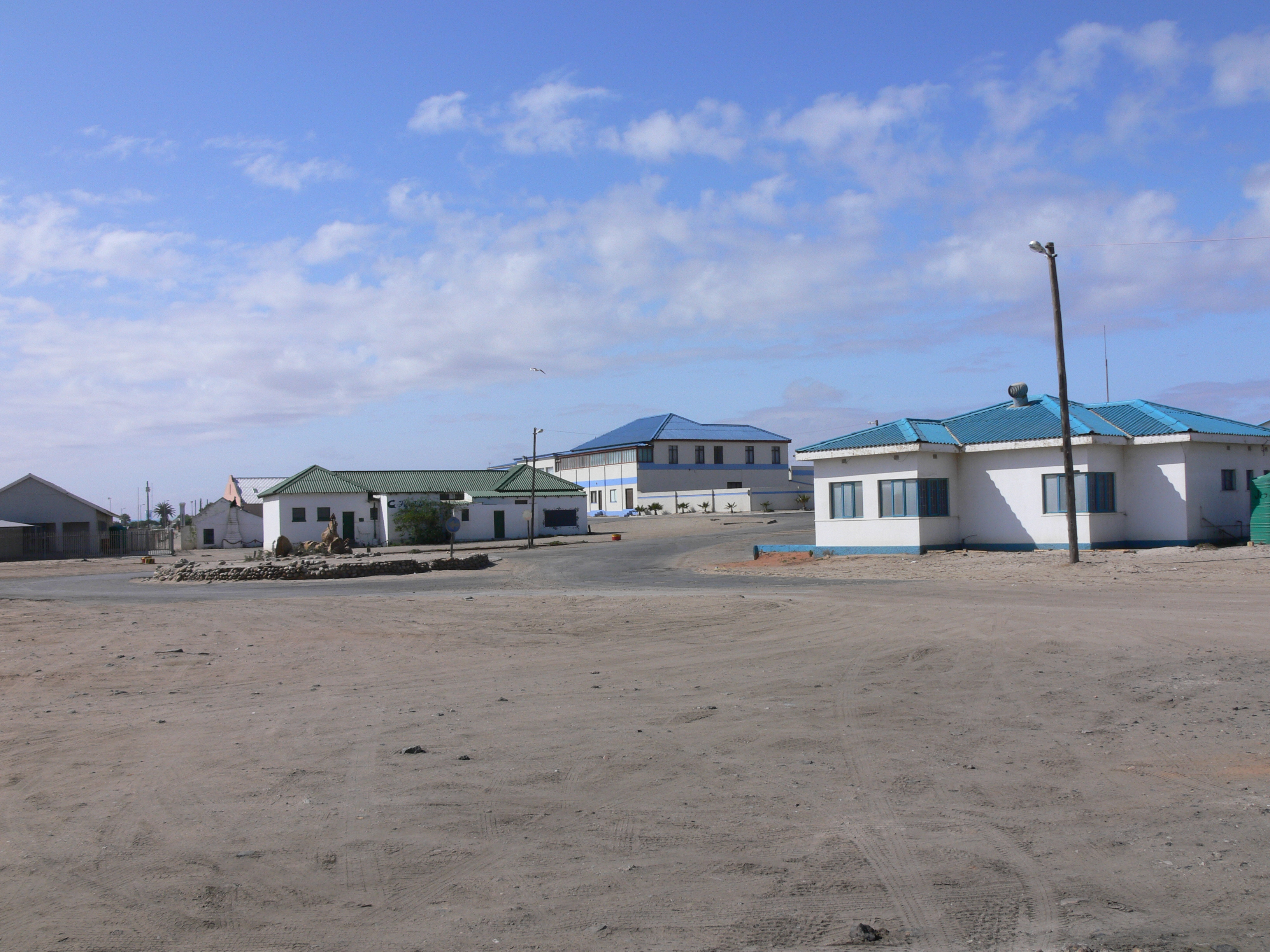

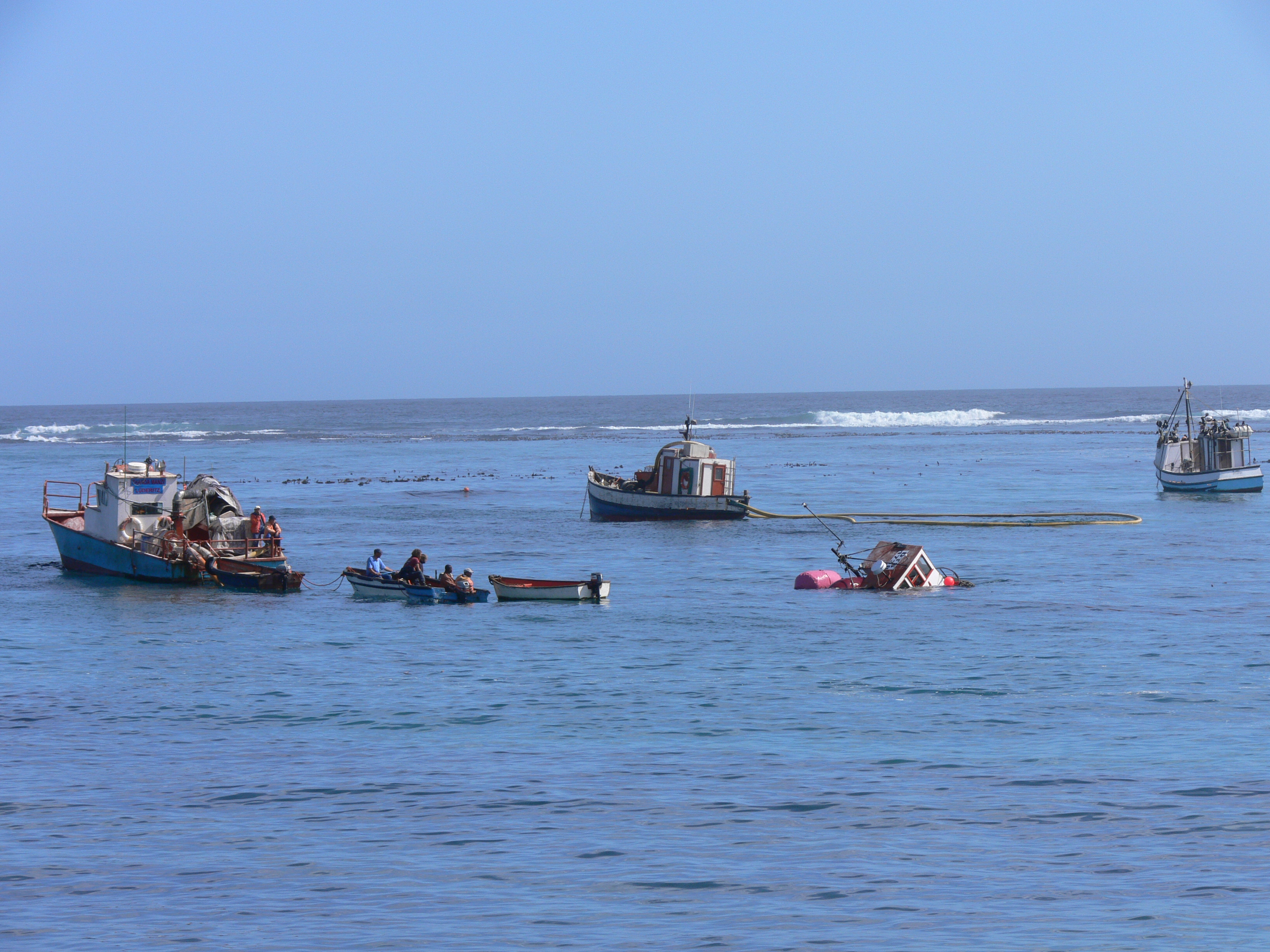

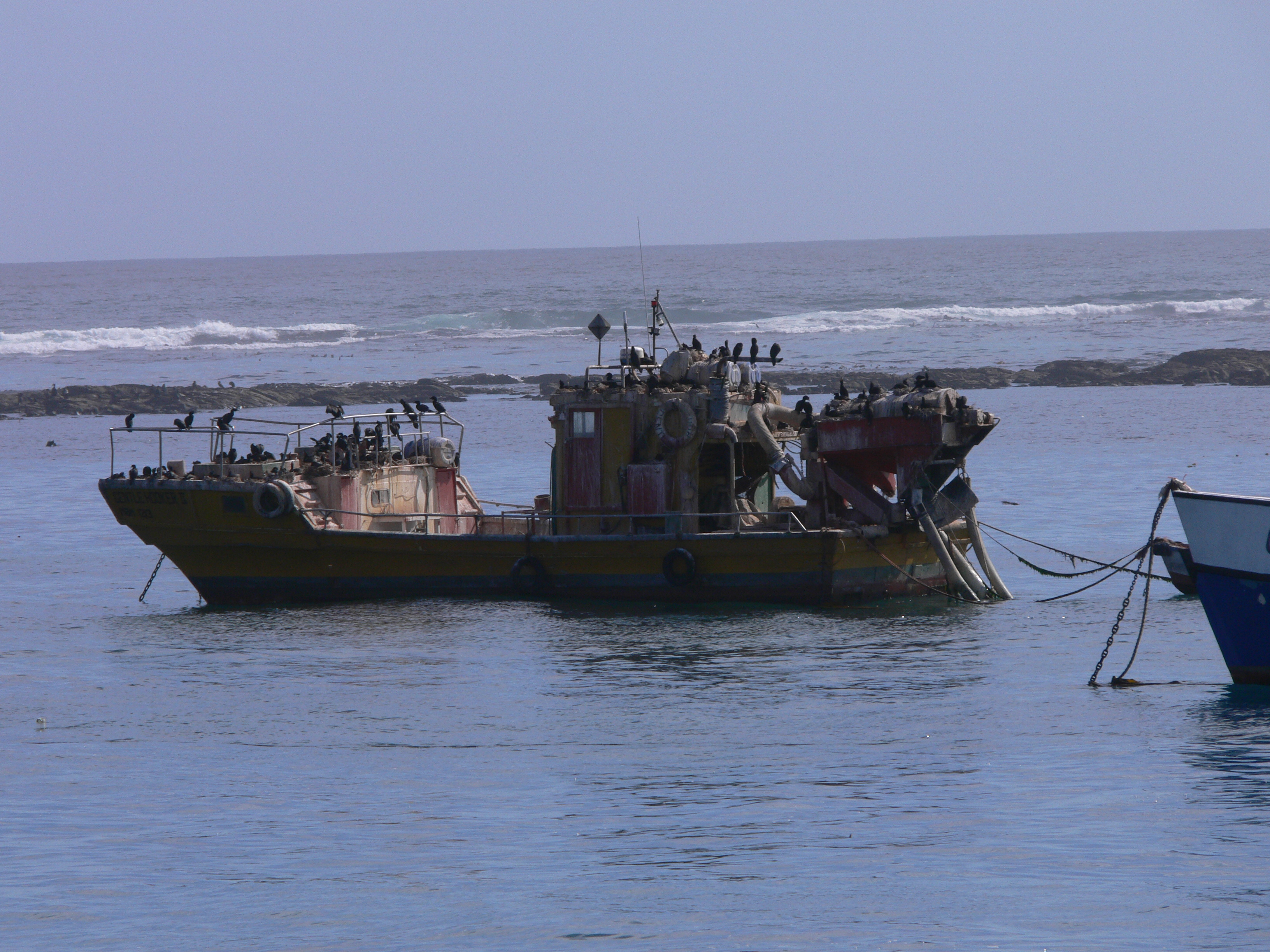

諾洛斯港是南非的城鎮，位於該國西北部，由北開普省負責管轄，距離斯普林博克89英里，始建於1854年，面積18.57平方公里，2010年人口4,655，人口密度每平方公里約250人。